# Joe Hill
Joe Hill (Gävle, Gästrikland, Suecia; 7 de octubre de 1879-Salt Lake City, Utah; 19 de noviembre de 1915), nacido como Joel Emmanuel Hägglund y también conocido como Joseph Hillström, fue un músico y sindicalista estadounidense de origen sueco, miembro de la Industrial Workers of the World (IWW). Fue uno de los precursores de la canción de autor y de protesta político-social.
En 1914, John G. Morrison, un tendero y ex policía del área de Salt Lake City, y su hijo fueron asesinados a tiros por dos hombres. Esa misma noche, Hill llegó al consultorio de un médico con una herida de bala y mencionó brevemente una pelea por una mujer. Se negó a dar más explicaciones, incluso después de que lo acusaran de los asesinatos en la tienda de comestibles debido a su lesión. Hill fue declarado culpable de los asesinatos en un juicio controvertido. Tras una apelación infructuosa, debates políticos y llamamientos internacionales de clemencia por parte de figuras destacadas y organizaciones de trabajadores, Hill fue ejecutado en noviembre de 1915. Después de su muerte, varias canciones folclóricas lo conmemoraron. Su vida y muerte han inspirado libros y poesía.
La identidad de la mujer y el rival que supuestamente causó la lesión de Hill, aunque se especuló con frecuencia, siguió siendo mayoritariamente una conjetura durante casi un siglo. La biografía de Hill escrita por William M. Adler en 2011 presenta información sobre una posible coartada, que nunca se presentó en el juicio. Según Adler, Hill y su amigo y compatriota Otto Appelquist eran rivales por la atención de Hilda Erickson, de 20 años, miembro de la familia con la que se alojaban los dos hombres. En una carta descubierta recientemente, Erickson confirmó su relación con los dos hombres y la rivalidad entre ellos. La carta indica que cuando descubrió por primera vez que Hill estaba herido, él le explicó que Appelquist le había disparado, aparentemente por celos.

## Vida personal
Joe Hill, hijo de un trabajador ferroviario, nació en Gävle, provincia de Gästrikland (Suecia), el 7 de octubre de 1879. Se crio en el seno de una familia protestante junto con otros ocho hermanos, de los que sobrevivieron cinco. Aprendió a tocar el órgano, el piano, el acordeón, el banjo, la guitarra y el violín. En 1887 muere su padre y en 1902 su madre.
Cuando era adolescente o tenía poco más de veinte años, Joel enfermó gravemente de tuberculosis glandular y cutánea y se sometió a un tratamiento exhaustivo en Estocolmo. En octubre de 1902, cuando tenía casi 23 años, Joel y su hermano Paul Elias Hägglund (1877-1955) emigraron a los Estados Unidos. Hill desempeñó varios oficios como minero o estibador portuario. Se trasladó de Nueva York a Cleveland y, finalmente, a la costa oeste. Estaba en San Francisco en el momento del terremoto de 1906.

## IWW

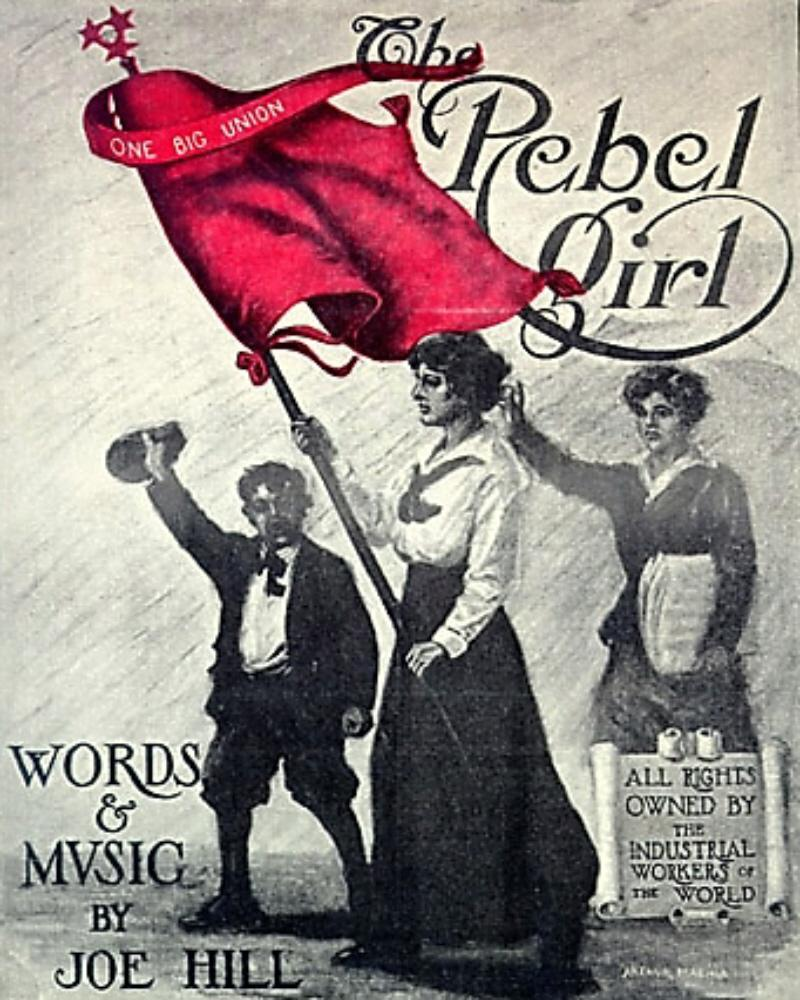
Tapa de una partitura de Joe Hill

En ese momento, usando el nombre de Joe o Joseph Hillstrom (posiblemente debido a la lista negra antisindical), se unió al sindicato Industrial Workers of the World (IWW) o Wobblies alrededor de 1910, cuando trabajaba en los muelles de San Pedro, California. A finales de 1910 escribió una carta al periódico Industrial Worker de la IWW, identificándose como miembro del capítulo local de IWW en Portland, Oregón.
En su militancia en la IWW, comenzó a utilizar la música como modo de lucha y de difusión de las consignas políticas y reivindicaciones sociales, cantando en las reuniones sindicales y en las calles de los barrios obreros. La letra de varias de sus canciones fueron luego editadas y difundidas en los periódicos y boletines sindicales. La fórmula musical utilizada era incluir estrofas con contenido reivindicativo y pegadizas a las canciones populares formando así himnos combativos que pudieran ser aprendidos con facilidad y cantado por los obreros en las movilizaciones y huelgas. Todas esas canciones serían recopiladas por el sindicato en el Libro rojo de canciones (Red Songbook).
Sus canciones frecuentemente tomaban melodías populares de canciones de la época. Joe Hill acuñó la conocida frase en el idioma inglés : "pie in the sky", que aparece en su canción "The Preacher and the Slave" (una parodia del himno "In the Sweet Bye and Bye"). Otras canciones destacadas escritas por Joe Hill son "The Tramp", "There is Power in the Union", "Rebel Girl", and "Casey Jones: Union Scab".
En 1911, estaba en Tijuana (México), participando junto con un grupo de insurrectos contrarios a la dictadura de Porfirio Díaz.
A causa de su activismo político dejó de ser contratado por los empresarios de California. Tras cierta inestabilidad laboral, viajó a Utah a buscar trabajo en las minas de Silver King en Park City, cerca de Salt Lake City. Allí prosiguió su lucha sindical y participó en la organización de una huelga en 1913.

## Juicio y ejecución

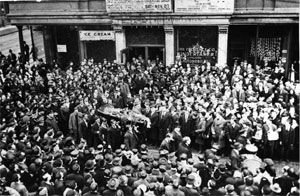
Funeral de Joe Hill

El 10 de enero de 1914, John G. Morrison y su hijo Arling fueron asesinados en su negocio de carnicería de Salt Lake City por dos intrusos armados, enmascarados con pañuelos rojos. Arling repelió el asalto y disparó con un revólver hiriendo a uno de los asaltantes antes de morir. La policía inicialmente investigó el caso como una venganza, porque nada había sido robado y debido a que John M. había sido policía durante años, tendría enemigos.
En esa noche, Joe Hill concurrió a la puerta de un médico local, por una herida de bala. Hill dijo que había sido herido en una discusión con una mujer, de la que no quiso declarar el nombre. El doctor informó que Hill estaba armado con una pistola. En el domicilio de Hill se encontró un pañuelo rojo, pero no la pistola.
Hill negó enfáticamente la acusación. Sus abogados argumentaron que otras cuatro personas habían sido atendidas por heridas de bala en Salt Lake City esa noche, y que Hill no tenía relación alguna ni motivo para asesinar a Morrison.
La fiscalía convocó a una docena de testigos que declararon que el asesino se parecía a Hill, incluyendo al otro hijo de Morrison, Merlin Morrison, de 13 años, que luego de declarar que Hill no era el asesino, cambió su declaración más tarde. En apenas dos horas de debate, el jurado lo declaró culpable.

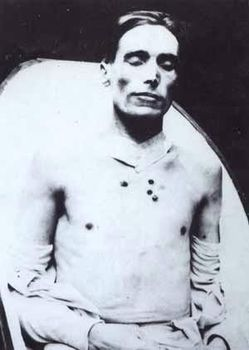
Cadáver de Joe Hill

Según una historia que circuló profusamente, Hill habría estado en la cama de una mujer casada la noche del asesinato y, para no arruinar la reputación de ella, habría desistido de su coartada. Esta es la historia que se ha repetido en muchas canciones y en la película sobre su vida, Joe Hill (1971).
La apelación a la Corte Suprema de Utah no dio resultados. Orrin N. Hilton, el abogado de Hill en la apelación, declaró: "El principal caso que el Estado tenía contra Hill es que había sido un miembro de la IWW y por lo tanto estaban seguros de su culpabilidad."
El caso se convirtió en un suceso periodístico. Woodrow Wilson, la autora ciega y sorda Helen Keller, y gran parte del pueblo de Suecia hicieron peticiones de clemencia, generándose la atención internacional, y reclamando por la convicción de que el juicio había sido injusto.
Hill fue fusilado el 19 de noviembre de 1915, y lo último que dijo fue "¡Fire!" ("¡disparen!"). Poco antes de su ejecución, había escrito a Bill Haywood, un dirigente de la IWW, "Adiós, Bill. Muero como un leal rebelde. No pierdan su tiempo con lutos. Organícense... ¿Podrías arreglar para que mi cuerpo sea trasladado fuera de los límites del estado para ser enterrado? No quiero yacer en Utah".

## Legado
En conmemoración del 50 aniversario de la ejecución, Philip S. Foner editó el libro The Case of Joe Hill, sobre el juicio y los hechos relacionados; concluyó que el caso estuvo seriamente mal llevado.
En 1971, el cineasta sueco Bo Widerberg dirigió una película sobre su vida titulada Joe Hill.